# Vaccinium bartlettii
Vaccinium bartlettii är en ljungväxtart som beskrevs av Elmer Drew Merrill. Vaccinium bartlettii ingår i Blåbärssläktet, och familjen ljungväxter. Inga underarter finns listade i Catalogue of Life.